# حبق رفيع الأوراق
حبق رفيع الأوراق (الاسم العلمي:Ocimum angustifolium) هو نوع من النباتات يتبع جنس الحبق من الفصيلة الشفوية.